# Philonotis gourdonii
Philonotis gourdonii är en bladmossart som beskrevs av Jules Cardot 1911. Philonotis gourdonii ingår i släktet källmossor, och familjen Bartramiaceae. Inga underarter finns listade i Catalogue of Life.